# كندا وحرب العراق
بدأت حرب العراق بشن الولايات المتحدة غزو العراق عام 2003. لم تعلن الحكومة الكندية في أي وقت رسميًا الحرب على العراق، وكان مستوى وطبيعة هذه المشاركة، التي تغيرت بمرور الوقت، مثيرة للجدل. خمنت أجهزة المخابرات الكندية مرارًا وتكرارًا أن العراق ليس لديه برنامج نشط لأسلحة الدمار الشامل (دابليو إم دي).
وبينما كانت كندا قد شاركت سابقًا في عمل عسكري ضد العراق في حرب الخليج عام 1991، إلا أنها رفضت إعلان الحرب على العراق دون موافقة مجلس الأمن التابع للأمم المتحدة. ومع ذلك، قال رئيس الوزراء جان كريتيان في 10 أكتوبر 2002 إن كندا ستكون، في الواقع، جزءًا من تحالف عسكري لغزو العراق إن وافقت على هذا الأمم المتحدة. ومع ذلك، عندما سحبت الولايات المتحدة والمملكة المتحدة في وقت لاحق جهودها الدبلوماسية للحصول على أن موافقة الأمم المتحدة، أعلن جان كريتيان في البرلمان في 17 مارس 2003 أن كندا لن تشارك في الغزو الجاري. ومع ذلك، قدم دعمه المعنوي للولايات المتحدة وجنودها. قبل يومين، تظاهر ربع مليون شخص في مونتريال ضد الحرب المعلقة. ووقعت مظاهرات كبرى مناهضة للحرب في عدة مدن كندية أخرى.
كانت علاقة كندا بالحرب على العراق التي بدأت في عام 2003 على عكس دورها في حرب أفغانستان عام 2001 لأنها لم تكن مباشرة. وشارك في غزو العراق نحو مائة ضابط تبادل كندي، في تبادل مع الوحدات الأمريكية. أفادت التقارير أن عدد القوات الكندية في المنطقة كان أقل من الثلاثة بلدان المشاركة الأخرى. كما أثرت الحرب على كندا في شكل الاحتجاجات ومكافحة تلك المتعلقة بالنزاع، بالإضافة لأعضاء الجيش الأمريكي الذين لجأوا إليها بعد هجر مناصبهم لتجنب الانتشار في العراق، ولكن أعادت كندا معظمهم إلى الولايات المتحدة على عكس حرب فيتنام.

## قرار بعدم المشاركة
في سبتمبر 2002، أبلغ رئيس وزراء كندا جان كريتيان كل من رئيس الوزراء البريطاني توني بلير والرئيس الأمريكي جورج دبليو بوش أن مشاركة كندا في أي تحالف ضد العراق ستكون مشروطة بالحصول على دعم من الأمم المتحدة (يو إن)، أو غالبية المجتمع الدولي. صيغت السياسة الرسمية للحكومة الكندية بعناية بحيث لا يزال بإمكان الدبلوماسيين الكنديين لعب دور مهم في دبلوماسية ما قبل الحرب مع العراق. بالإضافة إلى ذلك، بينما كانوا يفضلون الحصول على موافقة مجلس الأمن التابع للأمم المتحدة (يو إن إس سي)، كانت السياسة ما تزال تسمح للحكومة الكندية بالمشاركة في الغزو في حال استخدمت الصين أو روسيا حق النقض ضد قرار أيده بقية أعضاء مجلس الأمن التابع للأمم المتحدة. ظل هذا الموقف ثابتًا حتى 19 مارس 2003، عندما بدأ غزو العراق.
خلال الفترة التي سبقت الصراع، حافظ كريتيان على اتصال مع ريكاردو لاغوس، رئيس تشيلي، وفيسينتي فوكس، رئيس المكسيك. أشار كلاهما إلى تعرضهما لضغوط من الولايات المتحدة للانضمام إلى التحالف، على الرغم من أن كليهما قالا لكريتيان أنهما سيرفضان المشاركة إذا فعلت كندا ذلك أيضًا.
استند قرار الأمم المتحدة بشأن فرض أو عدم فرض عقوبات على الغزو إلى عنصرين، مناقشة القانون الدولي، بما في ذلك مبادئ نورمبرغ بشأن ضربة استباقية، وعمليات التفتيش التي تقوم بها الأمم المتحدة بشأن حيازة العراق المزعومة لأسلحة الدمار الشامل (دابليو إم دي). ومع ذلك، ولأن التحالف فشل في جعل الأمم المتحدة توافق على تدخله، نصح كريتيان الحاكم العام أدريان كلاركسون بعدم جعل كندا تنضم إلى «تحالف الراغبين» الذي كان محوريًا في غزو العراق عام 2003. في 17 مارس 2003، أي قبل يومين من بدء غزو العراق، أعلن كريتيان علنًا قراره بعدم الانضمام إلى تحالف مجلس العموم الكندي. لوحظ قراره بعدم إبلاغ الحكومة الأمريكية بشكل خاص قبل إعلان قراره للجمهور كعامل مساهم في انهيار العلاقة بين بوش وكريتيان في منتصف عام 2003.

### الرأي المحلي
بحلول أغسطس عام 2002، لم يكن لدى المسؤولين الكنديين أدنى شك في أن الولايات المتحدة كانت تخطط لاستهداف العراق. في 14 أغسطس عام 2002، تلقى كريتيان مذكرة من اليكس هيميلفارب، كاتب المجلس الكندي الخاص، شرح فيه بصراحة أن الإجراءات الأمريكية ضد العراق كانت محاولةً لإجراء تغيير للنظام الحاكم. لم يكن لدى غالبية أعضاء مجلس الوزراء الكندي الكثير من المعرفة العامة عن العراق، رغم ذلك كان معظمهم متشككًا في القضية الأمريكية. ومع ذلك، أعرب بعض أعضاء مجلس الوزراء عن مخاوفهم من أن يؤدي عدم الانضمام إلى التحالف إلى الإضرار بالعلاقات الكندية الأمريكية لأن الخطاب الأمريكي ربط العراق بالمصالح الحيوية للولايات المتحدة.
خلال الفترة التي سبقت الحرب، لم يأخذ كريتيان آراء جميع أعضاء مجلس الوزراء بخصوص الانضمام إلى ذلك التحالف، واكتفى عوضًا عن ذلك باستشارة أعضاء رئيسيين محددين في مجلس الوزراء، منهم جون ماكالوم، وزير الدفاع الوطني الكندي، وبيل غراهام، وزير الشؤون الخارجية الكندي، واستشار وخلال هذه الفترة أيضًا دبلوماسيين بارزين من بينهم مايكل كيرغين، السفير الكندي لدى الولايات المتحدة، وبول هاينبيكر، السفير كندا لدى الأمم المتحدة. في الأشهر التي سبقت الحرب، بقي كل من كريتيان و هاينبيكربشكل خاص على اتصال في محاولةٍ لإيجاد حل يرضي المواقف الأمريكية وموقف فرنسا المناهض للحرب، على الرغم أن هاينبيكر كان لديه القليل من الأمل بأن جهوده ستنجح.
كما بقي كريتيان نفسه على تواصل منتظم مع كتلته البرلمانية، الذي ساعدت معارضة أعضاءها بالإجماع تقريبًا للحرب بدون دعم من الأمم المتحدة كريتيان على اتخاذ قراره النهائي. نبعت المعارضة داخل الكتلة البرلمانية بدرجة كبيرة من اضطرار الأعضاء إلى الرد على الناخبين الذين جمعوا عرائض تنتقد خوض الحرب. قد يعكس هذا وجهة النظر العامة للشعب الكندي، والتي اتضحت من خلال استطلاع أجرته مؤسسة إيكوس للأبحاث في مارس 2003 لصالح صحيفة تورنتو ستار؛ ومن قبل صحيفة لابريس في مونتريال، والذي خلصت نتائجه إلى أن 71 في المائة من الذين شملهم الاستطلاع لم يؤيدوا الغزو الذي تقوده الولايات المتحدة، بينما أعرب 27 في المائة عن رفضهم له. ومع ذلك، اعترض ستيفن هاربر، زعيم حزب التحالف الكندي، على موقف رئيس الوزراء بشأن العراق، مشيرًا إلى أن كندا يجب أن تقاتل في صف الولايات المتحدة، على كل حال، فإن اتخاذ رئيس الوزراء لقراره لم يتأثر إلى حد كبير بالرأي العام؛ وقد أكدت المظاهرات المناهضة للحرب التي حصلت في عام 2003 الموقف الذي اتخذه من الأمريكيين في عام 2002.

#### الاحتجاجات
قامت احتجاجات ضد حرب العراق واحتجاجات مضادة داعمة للحرب في كندا قبل وبعد غزو العراق. قامت إحدى أولى المظاهرات واسعة النطاق المعارضة للحرب في كوينز بارك، في تورنتو، حيث تجمع حوالي 2000 شخص في 16 نوفمبر عام 2002. في اليوم التالي، وكجزء من يوم خصص للحراك على مستوى البلاد، نظم اتحاد قوي مضاد للحرب مكون من 3000 شخص، مسيرة سلام من منتزه بيس فليم في فانكوفر، وسار ما يقرب من 1000 شخص عبر مونتريال، وتجمع حوالي 500 فرد في خضم عاصفة ثلجية على تل البرلمان في أوتاوا، بينما جرت تظاهرات أخرى في إدمونتون، وينيبيغ، وهاليفاكس.
شارك الكنديون أيضًا في مجموعة من الاحتجاجات التي حدثت في بلدات ومدن حول العالم في فبراير عام 2003، حصل أكبر هذه الاحتجاجات في كندا حيث تجمع أكثر من 100000 شخص في مونتريال، على الرغم من الرياح ودرجات حرارة الباردة التي وصلت إلى 30 درجة مئوية تحت الصفر (- 22 درجة فهرنهايت). انضم 10000 شخص آخر إلى مظاهرة في تورنتو، و 20000 في فانكوفر، و 18000 في إدمونتون، و 8000 في فيكتوريا، و 4000 في هاليفاكس، و 2000 في أوتاوا؛ بشكل إجمالي، نُظمت احتجاجات في ما يقرب من 60 مجموعة في جميع أنحاء البلاد.